# Slick's Romance
Slick's Romance est un film muet américain réalisé par Francis Boggs et sorti en 1911.

## Fiche technique
- Réalisation : Francis Boggs
- Scénario : Francis Boggs
- Production : William Selig
- Date de sortie : États-Unis : 8 août 1911

## Distribution
- Sydney Ayres : Slick
- Fred Huntley
- Al Ernest Garcia
- Nick Cogley
- Marguerite Loveridge
- Betty Harte
- Eugenie Besserer
- Frank Clark
- Anna Dodge
- Tom Santschi : Poker Ed
- James L. McGee
- Herbert Rawlinson